# Vilhelm I av Nassau
Vilhelm I, hertig av Nassau, född 14 juni 1792 i Kirchheimbolanden och död 20 augusti/30 augusti 1839, Bad Kissingen, var regerande hertig av Nassau mellan 1816 och 1839. Han var far till Adolf av Luxemburg och den svenska drottningen Sofia.

## Biografi
Vilhelm var äldste son till Fredrik Vilhelm av Nassau-Weilburg och Louise Isabelle av Kirchberg. Han var därmed sonson till Wilhelmine Carolina av Oranien-Nassau, dotter till Vilhelm IV av Oranien.
Han var arvinge till sin far sedan födseln. Fredrik Vilhelm dog den 9 januari 1816, och Vilhelm efterträdde honom som furste av Nassau-Weilburg och hertig av Nassau. Nassau-Weilburg upphörde dock att existera som självständig stat senare samma år. Han behöll titeln hertig av Nassau.

## Familj
Den 24 juni 1814 gifte sig Vilhelm med Charlotte Louise av Sachsen-Altenburg, dotter till Fredrik av Sachsen-Altenburg. De fick åtta barn:
- Auguste Luise Friederike av Nassau-Weilburg (f. och d. 1814).
- Therese av Nassau-Weilburg (1815-1871), gift med Peter av Oldenburg (1812-1881).
- Adolf av Luxemburg (1817-1905).
- Wilhelm Karl Heinrich Friedrich av Nassau-Weilburg (1819-1823).
- Moritz av Nassau-Weilburg (1820-1850).
- Marie Wilhelmine Luise Friederike Henriette av Nassau-Weilburg (1822-1824).
- Wilhelm Karl August Friedrich av Nassau-Weilburg (1823-1828).
- Marie av Nassau-Weilburg (1825-1902), gift med Hermann av Wied. Deras dotter Elisabeth gifte sig med kung Carol I av Rumänien.

Den 6 april 1825 dog Charlotte. Wilhelm gifte sig med Pauline av Württemberg den 23 april 1829, dotter till Paul av Württemberg och Charlotte av Sachsen-Hildburghausen. 
Vilhelm och Pauline fick fyra barn:
- En dotter utan namn (född och död 1830).
- Helena av Nassau-Weilburg (1831-1880). Gift med Georg Viktor av Waldeck och Pyrmont
- Nikolaus Wilhelm av Nassau-Weilburg (1832-1905). Gift med morganatiskt, Natalja Aleksandrovna Pusjkina, grevinna av Merenberg. Hon var dotter till Aleksandr Pusjkin och hans hustru Natalja Gontjarova.
- Sofia av Nassau (1836-1913). Gift med kung Oscar II av Sverige.